# An sinh xã hội

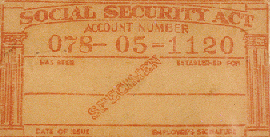
Thẻ An Sinh Xã Hội Hoa Kỳ khuyến mại được phân phối như một thẻ ví dụ trong các ví tiền được phân phối bởi F.W. Woolworth Company.

An sinh xã hội là một khái niệm được nêu trong Điều 22 của Tuyên ngôn Quốc tế Nhân quyền phát biểu rằng Mọi người, như một thành viên của xã hội, có quyền an sinh xã hội và được quyền thực hiện, thông qua nỗ lực quốc gia và hợp tác quốc tế và phù hợp với tổ chức và các nguồn lực của mỗi quốc gia, các quyền kinh tế, xã hội và văn hóa không thể thiếu cho nhân phẩm của mình và sự phát triển tự do của nhân cách của mình. Nói một cách đơn giản, điều này có nghĩa là các bên tham gia ký kết thỏa thuận rằng xã hội, trong đó một người sinh sống có thể giúp họ phát triển và tận dụng tối đa tất cả những lợi thế (văn hóa, công việc, phúc lợi xã hội) được cung cấp cho họ trong quốc gia đó.
An sinh xã hội cũng có thể chỉ các chương trình hành động của chính phủ nhằm thúc đẩy phúc lợi của người dân thông qua các biện pháp hỗ trợ đảm bảo quyền tiếp cận các nguồn lực đầy đủ về thực phẩm và nơi trú ẩn và tăng cường sức khỏe và phúc lợi cho người dân nói chung và các phân đoạn có khả năng dễ bị tổn thương như trẻ em, người già, người bệnh và người thất nghiệp. Các dịch vụ cung cấp an sinh xã hội thường được gọi là các dịch vụ xã hội.
An sinh xã hội có thể chỉ:
- Bảo hiểm xã hội, nơi người dân nhận được lợi ích hay dịch vụ trong sự công nhận những đóng góp cho một chương trình bảo hiểm. Những dịch vụ này thường bao gồm sự chu cấp lương hưu, bảo hiểm tàn tật, phúc lợi cho những người thân còn sống và bảo hiểm thất nghiệp.
- Các dịch vụ được cung cấp bởi chính phủ hoặc các cơ quan được chỉ định chịu trách nhiệm chu cấp an sinh xã hội. Ở các nước khác nhau điều này có thể bao gồm chăm sóc y tế, hỗ trợ tài chính trong thời gian thất nghiệp, bệnh tật, hoặc nghỉ hưu, sức khỏe và an toàn tại nơi làm việc, các khía cạnh của công tác xã hội và thậm chí cả quan hệ ngành công nghiệp.
- An sinh cơ bản bất chấp việc có tham gia vào các chương trình bảo hiểm cụ thể hay không, khi có thể hội đủ điều kiện nếu nó không phải là một vấn đề. Ví dụ hỗ trợ cho những người tị nạn mới đến về các nhu cầu cơ bản như thực phẩm, quần áo, nhà ở, giáo dục, tiền và chăm sóc y tế.

## Lịch sử
Trong Đế quốc La Mã, phúc lợi xã hội để giúp đỡ người nghèo được mở rộng bởi hoàng đế Trajan. Chương trình của Trajan được nhiều người hoan nghênh, trong đó có cả Pliny Trẻ.
Trong truyền thống Do Thái, từ thiện (thể hiện bằng khái niệm tzedakah) là một vấn đề nghĩa vụ tôn giáo chứ không phải là lòng nhân từ. Từ thiện đương thời được coi là sự tiếp nối của Maaser Ani Thánh Kinh, hay thuế thập phân dành cho người nghèo, cũng như các thông lệ Kinh Thánh, chẳng hạn như cho phép người nghèo mót thóc lúa tại các góc của một cánh đồng và thu hoạch trong Shmita (năm nghỉ ngơi). Từ thiện tự nguyện, cùng với cầu nguyện và ăn năn, được hỗ trợ để cải thiện những hậu quả của những hành vi xấu.

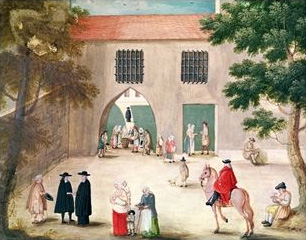
Phân phát bố thí cho người nghèo, tu viện Port-Royal des Champs năm 1710.

Chính quyền nhà Tống (khoảng năm 1000) hỗ trợ nhiều hình thức của các chương trình trợ cấp xã hội, bao gồm cả việc thành lập viện dưỡng lão, bệnh viện công, và nghĩa địa của người ăn xin.
Theo Robert Henry Nelson, "Giáo hội Công giáo La Mã Trung cổ hoạt động như một hệ thống phúc lợi xã hội sâu rộng và toàn diện cho người nghèo..."
Các khái niệm về phúc lợi và hưu trí đã được đưa vào thực hiện trong luật Hồi giáo sơ kỳ của Caliphate dưới hình thức Zakat (từ thiện), một trong Năm nguyên tắc của đạo Hồi, kể từ thời khalip Rashidun Umar trong thế kỷ 7. Các thuế (bao gồm cả Zakat và Jizya) thu được vào ngân khố của chính quyền Hồi giáo được sử dụng để cung cấp thu nhập cho những người túng thiếu, bao gồm người nghèo, người già, trẻ mồ côi, góa phụ và người tàn tật. Theo luật gia Hồi giáo Al-Ghazali (Algazel, 1058-1111), chính quyền cũng đã dự định lưu giữ các nguồn cung cấp thực phẩm tại tất cả các khu vực trong trường hợp thiên tai hay nạn đói xảy ra. (Xem Bayt al-mal để biết thêm thông tin.)
Có tương đối ít dữ liệu thống kê về các thanh toán chuyển giao trước Trung kỳ Trung cổ. Trong thời gian Trung cổ và cho đến cách mạng công nghiệp, chức năng của trợ cấp phúc lợi tại châu Âu chủ yếu đạt được thông qua cho tặng tư nhân hoặc từ thiện. Trong những thời gian sơ khai này, có một nhóm rộng lớn hơn được coi là nghèo đói so với trong thế kỷ 21.
Các chương trình phúc lợi sơ khai ở châu Âu bao gồm Luật Người nghèo của Anh năm 1601, trong đó đã trao cho các giáo xứ trách nhiệm cung cấp hỗ trợ giảm đói nghèo cho người nghèo. Hệ thống này đã được sửa đổi đáng kể bởi Đạo luật sửa đổi Luật người nghèo thế kỷ 19, mở đầu hệ thống các trại tế bần.
Chủ yếu vào cuối thế kỷ 19 và đầu thế kỷ 20, hệ thống có tổ chức cung cấp phúc lợi nhà nước đã được đưa vào ở nhiều nước. Otto von Bismarck, Thủ tướng Đức, giới thiệu một trong những hệ thống phúc lợi đầu tiên cho các tầng lớp lao động vào năm 1883. Tại Anh Chính phủ Tự do của Henry Campbell-Bannerman và David Lloyd George đã giới thiệu hệ thống Bảo hiểm Quốc gia vào năm 1911, một hệ thống sau đó được mở rộng bởi Clement Attlee. Hoa Kỳ đã không có một hệ thống phúc lợi xã hội có tổ chức cho đến Đại khủng hoảng, khi các biện pháp cứu trợ khẩn cấp đã được giới thiệu dưới thời Tổng thống Franklin D. Roosevelt. Thậm chí sau đó, New Deal của Roosevelt chỉ tập trung chủ yếu vào một chương trình cung cấp việc làm và kích thích nền kinh tế thông qua chi tiêu công vào các dự án, chứ không phải vào chi trả tiền mặt.

## Duy trì thu nhập
Chính sách này thường được áp dụng thông qua các chương trình khác nhau được thiết kế để cung cấp thu nhập cho dân chúng tại các thời điểm khi họ không thể tự chăm sóc bản thân. Duy trì thu nhập dựa trên sự kết hợp của năm loại chương trình chính:
- Bảo hiểm xã hội, được xem xét trên đây.
- Lợi ích thẩm tra thu nhập. Đây là hỗ trợ tài chính được cung cấp cho những người không có khả năng trang trải các nhu cầu cơ bản, chẳng hạn như thực phẩm, quần áo và nhà ở, do nghèo đói hoặc thiếu thu nhập vì thất nghiệp, ốm đau, tàn tật, hoặc chăm sóc trẻ em. Trong khi hỗ trợ thường là dưới hình thức các khoản thanh toán tài chính, những người hội đủ điều kiện hưởng phúc lợi xã hội thường có thể tiếp cận dịch vụ y tế và giáo dục miễn phí. Số tiền hỗ trợ đủ để trang trải các nhu cầu cơ bản và sự hội đủ điều kiện thường là đối tượng của vuệc xem xét đánh giá toàn diện và phức tạp về tình hình xã hội và tài chính của ứng viên. Xem thêm, Hỗ trợ thu nhập.
- Lợi ích không đóng góp. Một số quốc gia có các chương trình đặc biệt, được phân phối mà không có yêu cầu về những đóng góp và không thẩm tra thu nhập, cho người dân ở một số thể loại nhu cầu - ví dụ, các cựu chiến binh của lực lượng vũ trang, người khuyết tật và người rất già cả.
- Lợi ích tùy hứng. Một số chương trình dựa trên ý muốn của một quan chức, chẳng hạn như một nhân viên xã hội.
- Lợi ích phổ quát hoặc lợi ích vô điều kiện, còn được gọi là tài trợ nhân khẩu. Đây là những lợi ích không đóng góp trao cho toàn bộ các bộ phận dân cư mà không cần thẩm tra thu nhập hoặc thẩm tra nhu cầu, chẳng hạn như trợ cấp gia đình, lương hưu công cộng ở New Zealand (được gọi là Phụ cấp hưu trí New Zealand). Xem thêm, Cổ tức Quỹ thường xuyên Alaska.

## Bảo trợ xã hội
Bảo trợ xã hội đề cập đến một tập hợp các lợi ích có sẵn (hoặc không có sẵn) từ nhà nước, thị trường, xã hội dân sự và các hộ gia đình, hoặc thông qua sự kết hợp của các tổ chức này, cho cá nhân/hộ gia đình để giảm thiếu thốn nhiều mặt. Thiếu thốn nhiều mặt này có thể ảnh hưởng đến những người nghèo ít linh lợi (như người già, người tàn tật) và những người nghèo linh lợi (ví dụ như thất nghiệp).
Khuôn khổ rộng lớn này làm cho khái niệm này dễ được chấp nhận hơn tại các nước đang phát triển so với khái niệm an sinh xã hội. An sinh xã hội là khả dụng hơn trong các điều kiện, khi có số lượng lớn người dân phụ thuộc vào nền kinh tế chính thức cho sinh kế của họ. Thông qua đóng góp được định rõ, an sinh xã hội này có thể được quản lý.
Nhưng, trong bối cảnh nền kinh tế không chính thức phổ biến rộng, thì các thỏa thuận an sinh xã hội chính thức hầu như vắng mặt đối với phần lớn dân cư lao động. Bên cạnh đó, ở các nước đang phát triển, năng lực của nhà nước để vươn tới đa số người nghèo có thể bị hạn chế do các nguồn lực bị hạn chế. Trong bối cảnh đó, các tổ chức nhiều đầu mối có thể cung cấp bảo trợ xã hội là quan trọng cho việc xem xét chính sách. Như vậy, khuôn khổ bảo trợ xã hội có khả năng duy trì trách nhiệm của nhà nước trong việc cung cấp cho các bộ phận dân cư nghèo nhất bằng cách điều chỉnh các cơ quan ngoài nhà nước.
Nghiên cứu hợp tác từ Viện Nghiên cứu Phát triển tranh luận về bảo trợ xã hội từ góc độ toàn cầu, cho thấy rằng những người ủng hộ cho bảo trợ xã hội rơi vào hai thể loại lớn: "người theo thuyết công cụ" và "người hoạt động xã hội". Những "người theo thuyết công cụ" cho rằng nghèo đói cùng cực, bất bình đẳng và dễ bị tổn thương, là bất thường trong việc đạt được các mục tiêu phát triển (ví dụ như các MDG). Theo quan điểm này bảo trợ xã hội là việc đưa vào các cơ chế quản lý rủi ro để bù đắp cho các thị trường bảo hiểm không đầy đủ hoặc vắng mặt (và các loại khác), cho đến khi bảo hiểm tư nhân có thể đóng vai trò nổi bật hơn trong xã hội đó. Các lập luận của những 'người hoạt động xã hội' xem sự tồn tại của nghèo đói cùng cực, bất bình đẳng và dễ bị tổn thương, như các triệu chứng của sự bất công xã hội và bất bình đẳng cơ cấu và xem bảo trợ xã hội là quyền của công dân. Phúc lợi có mục tiêu là một bước cần thiết giữa chủ nghĩa nhân đạo và lý tưởng của "tối thiểu xã hội được bảo đảm", khi quyền tiếp cận vượt ra ngoài khuôn khổ các chuyển giao tiền mặt hoặc thực phẩm và dựa trên quyền công dân, chứ không phải hoạt động từ thiện.

## Các hệ thống quốc gia và khu vực
Chung
- Universal health care

Quốc gia VIETNAM
- Iran's Social Security Organization (SSO)
- Social Security (Australia)
- Social programs in Canada
- Social security in Finland
- Social security in France
- Social security in Germany
- National Social Security System (Sistem Jaminan Sosial Nasional) (Indonesia)
- Social Security System (Philippines)
- Central Provident Fund (Singapore)
- South African Social Security Agency
- Social security in Sweden
- National Insurance (UK)
- Social Security (United States)
- Social welfare in New Zealand

Khu vực
- Social programs in sub-Saharan Africa